# Margarita Nikolajevová
Margarita Nikolajevna Nikolajevová (rusky Маргарита Николаевна Николаева; 23. září 1935, Ivanovo, Sovětský svaz – 21. prosince 1993, Oděsa, Ukrajina) byla sovětská sportovní gymnastka. Jejím domovským týmem byl VS Oděsa, kam se přestěhovala v roce 1945.
Na Letních olympijských hrách 1960 v Římě sklidila řadu úspěchů, z toho dvě první místa. Spolu s Polinou Astachovovou, Lidijí Ivanovovou, Larisou Latyninovou, Tamarou Ljuchinovou a Sofjou Muratovovou získala zlatou medaili ve víceboji družstev, ve víceboji jednotlivců ale skončila na čtvrtém místě za Latyninovou, Muratovovou a Astachovovou. Dále se dostala do finále na dvou nářadích: na kladině skončila opět čtvrtá, přeskok vyhrála rozdílem 0,3 bodu před Muratovovou a Latyninovou.
Po ukončení kariéry působila v Oděse jako trenérka gymnastiky.